# Umetnost egejskih kultur
Umetnost egejskih kultur je umetnost kikladske, minojske (kretske) in mikenske kulture, ki so cvetele na širšem prostoru ob Egejskem morju okoli leta 2200–1200 pr. n. št. Je predhodnica kulture stare Grčije.
Egejska umetnost ni samo geografski pojem, ampak označuje tudi civilizacije, ki so se razvile v tej regiji. Bile so tesno povezane, a vseeno vsaka zase:
- KIKLADSKA umetnost, 2600–1100 pr. n. št.
- KRETSKA (MINOJSKA) umetnost
- MIKENSKA umetnost

Vse se delijo v tri obdobja: starejše, srednje in mlajše.

## Značilnosti
Razvoj izdelkov, kot so bili iznajdba pluga, kolesa, lončarskega vretena, jadrnice, koledarja, pisave, je omogočil, da se je določeno število ljudi združilo v večja naselja, iz katerih so nastala mesta. Urbana revolucija na posameznih delih Sredozemlja je ustvarila prve znane civilizacije: egipčansko, mezopotamsko in starogrško. Medtem ko sta cveteli egipčanska in mezopotamska kultura na območju Nila in v medrečju Evfrata in Tigrisa, je sočasno cvetela egejska kultura na otoku Kreti in Peloponezu.
V umetnosti starodavne Mezopotamije in Egipta so umetniki ustvarjali pod nadzorom bogov ali/in kraljev; običajni ljudje se pojavljajo samo spotoma kot manjše figure ali okras v grobnicah. Prva civilizirana umetnost, v kateri je človek v središču pozornosti, se je pojavila v vzhodnem Sredozemlju, na otoku Kreti in kasneje na tleh stare Grčije (egejski kulturni krog).

## Kikladska umetnost
Na majhni skupini otokov v Egejskem morju, znanih kot Kikladi, se je razvila presenetljiva umetnost bronaste dobe. Ljudstvo Kikladov je v obdobju od 2600 do 1100 pr. n. št. pustilo zelo malo sledi, ostale so v glavnem stvari, ki so jih pokopali z mrtvimi v skromnih kamnitih grobovih. Ljudske figurice iz marmorja (velikosti od 15 do 150 cm) so bile ploščate in geometrijsko oblikovane. Danes so poznane kot kikladski idoli (grško eidolon = prikaz), ker so bile predmeti oboževanja. Najverjetneje so jih nosili na procesijah, ker so bili njihovi spodnji deli narejeni tako, da jih niso mogli postaviti samostojno in pokonci.
Ti idoli večinoma predstavljajo gole ženske figure v stoječem položaju s prekrižanimi rokami na prsih. Predpostavljajo, da je bila mati in boginja plodnosti. Imele so ploščato, klinasto obliko in odebeljen vrat. Zanimivo je, da te figure nimajo obraza, razen nosu, so pa poudarjeni prsi, kolena in trebuh. Figure so subtilno elegantne in prefinjene z nežnimi obrisi oblin. Kikladski kiparji 2. tisočletja pr. n. št. so ustvarili prve ženske akte v naravni velikosti več sto let pred drugimi narodi.
Te figure so izjemno poenostavljene oblike in po tem zelo podobne sodobnemu kiparstvu 20. stoletja.

## Kretska umetnost
Vladarji iz Knososa so v 16. st. pr. n. št. zedinili plemena Krečanov v samostojno državo. Živeli so mirno, brez strahu pred sovražniki, ker so imeli dobro državno ureditev in močno mornarico. Niso gradili templjev, temveč žrtvovali bogovom pod milim nebom ali v kakšni pečini. Mesta in naselja niso bila obdana z obzidji.
Minojci so imeli značilno asimetrično ali geometrijsko osnovo mest, zanimivo stensko slikarstvo in bogato keramiko. Za kretsko arhitekturo so najpomembnejše njihove palače, posebej v Knososu, ki jo je odkril Arthur Evans. Palača je bila veličastna, deloma podzemna, deloma nadzemna zgradba. Ni bila obdana z zidom. Imela je okoli 200 prostorov, razporejenih okoli osrednjega dvorišča. V načrtu ni logičnega razporeda, ni skladnosti. Zato je ime palače Labirint (labrys = sekira, ker je v njej na zidovih naslikana množica sekir) in je postala sinonim za zapleteno zgradbo, v kateri se človek ne znajde ali se lahko celo izgubi. Gibanje je precej zamotano, vedno določeno pod pravim kotom. Palača je imela množico zgradb, ki so bile grajene v več ravneh in povezane s stopnicami. Razpored prostorov, vrsta verand in stopnic notranje prostore odpirajo in povezujejo. Stopnišče je vzdignjeno na kretske stebre (v podnožju ožji, praktično nimajo baze, pri vrhu so širši in se končujejo s prstanastimi kapiteli) in na krožnih arhitravih – vodoravnih kamnitih nosilcih (pobarvanih z rdečo barvo). Zidove so pri dnu oblagali z alabastrom in marmorjem, nad tem pa poslikali s freskami. Posebej priljubljeni so bili prizori, ki so prikazovali boj z biki, v katerih so mladeniči in dekleta čakali bika, ki je dirjal proti njim, morali so ga ujeti za rogove in se prevaliti čez njega, tako da so jih na drugi strani pričakali drugi igralci. Mnogo je prizorov lova in rastlinskih poslikav, živalske ali geometrijske ornamentike. Tako okrašene dvorane so se bleščale zaradi živih barv. Palača je imela urejeno kanalizacijo, v dvoranah so imeli kopalnice in tekočo vodo. Imeli so tudi dvorane za borilne veščine in športne dejavnosti.
Kretski umetnik je imel rad naravo, vendar je mnogo raje prikazoval gibanje kot naravne oblike človeka ali živali. Bolj je užival v barvi kot v risbi. Od kretskega umetnika je razen arhitekture in slikarskega okrasja na zidovih ostalo tudi mnogo drobnih kiparskih likov boginj s kačami (kače so bile simbol Zemlje), nakita, pečatov, lepo oblikovane posode itd. Med lončarskimi umetninami je posebej znana jajčnolupinasta keramika, ki je bila poslikana z rastlinsko ali geometrijsko ornamentiko, stene pa so tako tanke, da presevajo svetlobo.

## Mikenska umetnost
Mikenska kultura se je pojavila okoli leta 2000 pr. n. št., razcvet pa je doživela, ko je kretska kultura začela zamirati. V glavnem mestu Mikene so prebivalci tega območja ob Egejskem morju živeli v težjih razmerah kot Krečani. Da bi se zaščitili pred sovražniki, so svoja mesta gradili na gričih in jih obzidavali z ogromnimi obzidji iz klesanega kamna, ki ni bil povezan z  malto, ampak je bil suhozid. Kasneje so Grki te zidove imenovali kiklopski zidovi, ker so menili, da jih človek ni mogel zgraditi. Pa vendar so bila stanovanja v teh mestih udobna, a manj od kretskih.
V mikenski kulturi oziroma v utrjenem mestu v osrednji palači je gradbeniška novost, ki je Krečani niso poznali. Mikenci so na sredini mesta, na vrhu griča, na katerem je bilo zgrajeno, postavili megaron. To je bil pravokotni prostor z ognjiščem na sredini. Imel je verando z dvema stebroma, preddverje in prostor, v katerem je stalo odprto ognjišče, obkroženo s stebri. Iz megarona se je kasneje razvil grški tempelj. Mikenska kultura je pustila pomembne sledi tudi v grobnicah. V mestu Mikene, na zahodnem delu, je bila krožna nekropola – mesto mrtvih. Grobnice so bile vzidane ali vsekane v breg, zgrajene v obliki zašiljene kupole, visoke in široke do 14 m. To je lažna (neprava) kupola, pri kateri se vrste kamna z višino postopoma spuščajo v notranjost prostora in tako ustvarijo streho. Prostor je dobival svetlobo samo skozi vhod. V grobnico se je vstopalo po posebnem dolgem hodniku. Na vhodu so bila visoka vrata, nad katerimi sta bili odprtina in lažna kupola. Raziskovalci, Heinrich Schliemann, so najprej mislili, da so to zakladnice, saj so v njih  našli veliko dragocenih predmetov. Najbolj znana in najbogatejša je bila grobnica, ki jo je našel Schliemann in jo imenoval Atrejeva zakladnica. V njej je bila tudi zlata Agamemnonova maska.
Mikenci so tako kot Krečani poslikavali zidove s prizori iz vsakodnevnega življenja, posebej s prizori lova. Znan je prizor lova na divjega prašiča, pri katerem je dirjanje psov za prašičem prikazano zelo nazorno. Druga slika žena s posodo v rokah prikazuje ljubezen Mikencev do lepih barv. Seveda pa so poslikali zidove tudi z rastlinskimi, živalskimi ali geometrijskimi ornamenti. Mikenci pa so izdelovali tudi reliefe. Najbolj znan je relief, ki prikazuje dve levinji in je na glavnem vhodu v Mikene. Vrata so zgrajena iz velikih in mnogokotnih kamnitih blokov, zloženih brez veziva. Nad vrati je trikotni relief z dvema levinjama. Obrnjeni sta druga proti drugi, s prednjima nogama se naslanjata na žrtvenik, na katerem je sveti steber. Danes nimata več glav, ker sta bili verjetno izdelani iz brona, a sta veličastni zaradi lepote in umetniške izdelave. V Mikenah je bilo doma tudi lončarstvo, posebej poslikane vaze. Na njih so prikazovali prizore iz vsakdanjega življenja, bitke, bojne vozove in konje, vojake. Človeško telo je prikazano stilizirano in poenostavljeno.